# Torneo Internazionale Femminile Città di Grado 2011
Il Torneo Internazionale Femminile Città di Grado 2011 è stato un torneo professionistico di tennis femminile giocato sulla terra rossa. È stata la 14ª edizione del torneo, che fa parte dell'ITF Women's Circuit nell'ambito dell'ITF Women's Circuit 2011. Si è giocato a Grado in Italia dal 23 al 29 maggio 2011.

## Partecipanti

### Teste di serie
| Nazionalità | Giocatrice        | Ranking* | Testa di serie |
| ----------- | ----------------- | -------- | -------------- |
| Austria     | Yvonne Meusburger | 117      | 1              |
| Giappone    | Kurumi Nara       | 132      | 2              |
| Russia      | Ekaterina Ivanova | 151      | 3              |
| Russia      | Nina Bratčikova   | 152      | 4              |
| Italia      | Anna Floris       | 166      | 5              |
| Croazia     | Ajla Tomljanović  | 181      | 6              |
| Bulgaria    | Elica Kostova     | 192      | 7              |
| Romania     | Alexandra Cadanțu | 194      | 8              |

- Ranking al 16 maggio 2011.

### Altre partecipanti
Giocatrici che hanno ricevuto una wild card:
- Gioia Barbieri
- Paola Cigui
- Valentine Confalonieri
- Tanya Samodelok

Giocatrici che sono passate dalle qualificazioni:
- Martina Caregaro
- Claudia Giovine
- Anastasia Grymalska
- Sina Haas
- Isabella Holland
- Teliana Pereira
- Anne Schäfer
- Stephanie Vogt
- Annika Beck (Lucky Loser)

Giocatrici che hanno ricevuto uno special exempt:
- Julija Putinceva

## Campionesse

### Singolare
Ajla Tomljanović ha battuto in finale  Alexandra Cadanțu con il punteggio di 6–2, 6–4

### Doppio
María Irigoyen /  Ekaterina Ivanova hanno battuto in finale  Liu Wanting /  Sun Shengnan con il punteggio di 6–3, 6–0